# Auditorio Fausto Gutiérrez Moreno
El Auditorio Fausto Gutiérrez Moreno es la sede del equipo de baloncesto Tijuana Zonkeys que participa en el Circuito de Baloncesto de la Costa del Pacífico con sede en Tijuana, Baja California, México. Además está dentro de un complejo deportivo que cuenta con gimnasio olímpico y de box, cafetería, marcador electrónico, dos canchas de calentamiento, una de básquetbol y una de voleibol, zonas de baños, regaderas, zonas de descanso con acceso directo a la cancha principal, cuatro zonas de servicios sanitarios, área administrativa.
En su momento fue sede del equipo Cosmos de Tijuana que participó en la Liga Nacional de Baloncesto Profesional de México. 
También fue sede de varios eventos llevados a cabo por la empresa de artes marciales mixtas (MMA) Ultimate Warrior Challenge, desde su fundación en 2009 hasta 2014.